# Davorija
Davorije su bile rodoljubive pjesme nastale 30-tih godina 19. stoljeća u vrijeme Ljudevita Gaja, ilirskog pokreta i buđenja nacionalne svijesti južnoslavenskih naroda. 
Davorije su bile programatske pjesme ozbiljnog patetičnog tona, mnogo borbenije od budnica.  Pjesnici se u njima služe jakim riječima. Pjesme su često pisane imperativno, kao poziv u boj za narodnost i slobodu. Podrijetlo naziva davorija jest u imenu fiktivnog staroslavenskog boga rata Davora.
Pored Hrvata, davorije imaju i Srbi i Slovenci.

## Vanjske poveznice
- Davorija Hrvatska enciklopedija